# Daniel Kosonen
Daniel Thomas Kosonen (* 17. September 2000 in Vammala) ist ein finnischer Leichtathlet, der sich auf den Hochsprung spezialisiert hat.

## Sportliche Laufbahn
Erste internationale Erfahrungen sammelte Daniel Kosonen im Jahr 2019, als er bei den U20-Europameisterschaften im schwedischen Borås mit übersprungenen 2,05 m in der Qualifikation ausschied. 2021 startete er bei den Halleneuropameisterschaften in Toruń, verpasste aber mit einer Höhe von 2,16 m den Finaleinzug. Im Juli belegte er bei den U23-Europameisterschaften in Tallinn mit 2,10 m den neunten Platz. 2023 wurde er bei der 1. Liga der Team-Europameisterschaft im Rahmen der Europaspiele in Chorzów mit 2,13 m Dritter im B-Finale. 2025 belegte er bei den Halleneuropameisterschaften in Apeldoorn mit 2,17 m den siebten Platz.
2024 wurde Kosonen finnischer Meister im Hochsprung im Freien sowie von 2019 bis 2025 in der Halle.